# Villa Hills (Kentucky)
Villa Hills es una ciudad ubicada en el condado de Kenton en el estado estadounidense de Kentucky. En el Censo de 2010 tenía una población de 7489 habitantes y una densidad poblacional de 652,86 personas por km².

## Geografía
Villa Hills se encuentra ubicada en las coordenadas 39°3′58″N 84°35′57″O / 39.06611, -84.59917. Según la Oficina del Censo de los Estados Unidos, Villa Hills tiene una superficie total de 11.47 km², de la cual 9.44 km² corresponden a tierra firme y (17.68%) 2.03 km² es agua.

## Demografía
Según el censo de 2010, había 7489 personas residiendo en Villa Hills. La densidad de población era de 652,86 hab./km². De los 7489 habitantes, Villa Hills estaba compuesto por el 96.33% blancos, el 0.69% eran afroamericanos, el 0.09% eran amerindios, el 1.35% eran asiáticos, el 0.01% eran isleños del Pacífico, el 0.43% eran de otras razas y el 1.09% pertenecían a dos o más razas. Del total de la población el 1.39% eran hispanos o latinos de cualquier raza.